# Ингамодер
Ингамодер (швед. Ingamoder) ― условное имя, введённое шведскими историками для обозначения дочери Эдмунда Старого, которая была женой короля Швеции Стенкиля и чьё настоящее имя неизвестно. Дословно переводится на русский язык как «мать Инге» (то есть мать короля Инге I Старшего).

## Биография
Данная женщина родилась около 1025 года в семье короля Эдмунда и королевы Астрид. Вышла замуж за Стенкиля, который позже унаследует отцовский титул ярла. По данным нескольких более или менее надёжных источников, у Стенкиля было четверо сыновей:
- Инге I Старший, король Швеции
- Хальстен, король Швеции
- Свейн Стенкильссон
- Эрик Стенкильссон

## Ингемо

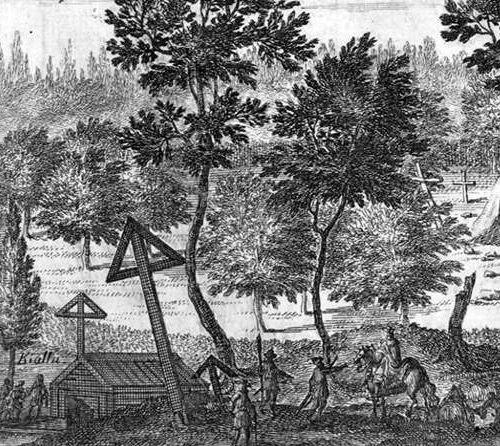
Колодец и священная роща Ингемо, 1705 год, Suecia Antiqua et Hodierna

Современными генеалогами выдвигаются спекулятивные предположения о том, что Ингемодер является тем же самым лицом, что и Ингемо, однако надёжных источников, подтверждающих эту версию, не существует. Игемо была местночтимой святой, почитаемой в провинции Вестергётланд, однако, она не была официально признана Католической церковью. Известна в первую очередь в связи с традициями проживающих возле колодца Ингемо. Колодец Ингемо (швед. Ingemo källa), расположенный между городами Шёвде и Тидахольм, представляет собой источник, который, согласно некоторым предположениям, мог быть языческой святыней. Колодец обнесён камнем, его размеры составляют 1,2 × 0,6 метра. Покрыт известняковой плитой. Является местом паломничества, в XIX веке люди кидали в него монеты и верили, что этот ритуал дарует здоровье. Однако самые ранние упоминания об этих обычаях датируются концом XVII века.